# Agdistis lomholdti
Agdistis lomholdti là một loài bướm đêm thuộc họ Pterophoridae. Loài này có ở Nam Phi và Namibia.